# لارنس ساندرز
لارنس ساندرز (انگلیسی: Lawrence Sanders؛ ۱۵ مارس ۱۹۲۰ – ۷ فوریهٔ ۱۹۹۸) یک رمان‌نویس اهل ایالات متحده آمریکا بود.